# Піо Квінто
Піо Квінто — нікарагуанський десерт, що складається з торта, политого ромом, покритого заварним кремом і посипаного корицею. Деякі рецепти також включають замочені в ромі чорнослив або родзинки. Піо Квінто їдять після їжі або під час Різдва.
Вважається, що торт був названий на честь Папи Пія V, але точне походження назви невідоме.